# Hustlan.A.I.R.E.
Hustlan.A.I.R.E. — десятий студійний альбом американського репера Мессі Марва, виданий 21 лютого 2006 р. лейблом Scalen LLC. Дистриб'ютор, виробник: Navarre Corporation LLC. Виконавчий продюсер: Мессі Марв.

## Список пісень
1. «I'm Shinin'»
2. «Real Life»
3. «Ain't No Cut on Me» (з участю Birdman)
4. «Pop That Nigga»
5. «My Potna»
6. «Stuntin'»
7. «Thug Life»
8. «Dangerous» (з участю Keak da Sneak)
9. «Crazy» (з участю Lucci)
10. «Make Room»
11. «Where I'm bout 2 Go»
12. «So Hot» (з участю The Click Clack Gang)
13. «C of A» (з участю E-40 та B-Legit)
14. «Street Law» (з участю Noble)